# Brăniștari
Brăniștari – wieś w Rumunii, w okręgu Giurgiu, w gminie Călugăreni. W 2011 roku liczyła 945 mieszkańców.